# Copa Santa Fe Femenina 2022
La Copa Santa Fe Femenina 2022 fue la segunda edición de esa competición oficial, organizada por la Federación Santafesina de Fútbol, en la que participan los equipos de la provincia de Santa Fe de los campeonatos femeninos del fútbol argentino junto con los representantes de las ligas regionales de la provincia.
Consagró campeón al Club Atlético Unión de Santa Fe, club afiliado a la Liga Santafesina de Fútbol, que logró de esta manera su segundo título.

## Sistema de disputa
Los 16 equipos participantes se dividieron en cuatro grupos de cuatro equipos cada uno. Dentro de cada grupo se enfrentaron una vez entre sí, por el sistema de todos contra todos. Según el resultado de cada partido se otorgaron tres puntos al ganador, un punto a cada equipo en caso de empate y ninguno al perdedor. De acuerdo a sus posiciones finales, los equipos participantes avanzan a cuatro «copas»:
- Los cuatro equipos ganadores de cada grupo clasificaron a la Copa de Oro, en la que se definió al campeón de la Copa Santa Fe a través de eliminatorias compuestas por semifinales, un partido por el tercer puesto y la final.
- Los cuatro equipos que finalizaron en el segundo puesto de sus grupos clasificaron a la Copa de Plata, en la que compitieron a través de eliminatorias compuestas por semifinales y una final.
- Los cuatro equipos que finalizaron en el tercer puesto de sus grupos clasificaron a la Copa de Bronce, en la que compitieron a través de eliminatorias compuestas por semifinales y una final.
- Los cuatro equipos que finalizaron en el cuarto puesto de sus grupos clasificaron a la Copa Estímulo, en la que compitieron a través de eliminatorias compuestas por semifinales y una final.

Si la serie finalizó empatada en el global, se definió por penales.
|                             |                             | Equipos que entran en esta fase                                               | Equipos que provienen de la fase anterior               |
| --------------------------- | --------------------------- | ----------------------------------------------------------------------------- | ------------------------------------------------------- |
| Fase de grupos (16 equipos) | Fase de grupos (16 equipos) | - 9 equipos de las ligas regionales. - 7 selecciones de las ligas regionales. |                                                         |
| Copa de Oro (4 equipos)     | Copa de Oro (4 equipos)     |                                                                               | - 4 equipos clasificados primeros de la fase de grupos. |
| Copa de Plata (4 equipos)   | Copa de Plata (4 equipos)   |                                                                               | - 4 equipos clasificados segundos de la fase de grupos. |
| Copa de Bronce (4 equipos)  | Copa de Bronce (4 equipos)  |                                                                               | - 4 equipos clasificados terceros de la fase de grupos. |
| Copa Estímulo (4 equipos)   | Copa Estímulo (4 equipos)   |                                                                               | - 4 equipos clasificados cuartos de la fase de grupos.  |

## Equipos participantes
| Liga                                             | Equipo                                     | Ciudad                                     | Departamento                               |                                            |                                            |                                            |
| Campeonatos femeninos del fútbol argentino       | Campeonatos femeninos del fútbol argentino | Campeonatos femeninos del fútbol argentino | Campeonatos femeninos del fútbol argentino | Campeonatos femeninos del fútbol argentino | Campeonatos femeninos del fútbol argentino | Campeonatos femeninos del fútbol argentino |
| ------------------------------------------------ | ------------------------------------------ | ------------------------------------------ | ------------------------------------------ | ------------------------------------------ | ------------------------------------------ | ------------------------------------------ |
| Primera División A 1.ª categoría Sin equipos     |                                            |                                            |                                            |                                            |                                            |                                            |
| Primera División B 2.ª categoría Sin equipos     |                                            |                                            |                                            |                                            |                                            |                                            |
| Primera División C 3.ª categoría Sin equipos     |                                            |                                            |                                            |                                            |                                            |                                            |
| Ligas regionales de Santa Fe                     |                                            |                                            |                                            |                                            |                                            |                                            |
| Asociación Rosarina de Fútbol 1 equipo           | Selección                                  | Rosario                                    | Rosario                                    |                                            |                                            |                                            |
| Liga Cañadense de Fútbol 1 equipo                | ADEO                                       | Cañada de Gómez                            | Iriondo                                    |                                            |                                            |                                            |
| Liga Casildense de Fútbol 1 equipo               | Selección                                  | Casilda                                    | Caseros                                    |                                            |                                            |                                            |
| Liga de Fútbol Regional del Sud Sin equipos      |                                            |                                            |                                            |                                            |                                            |                                            |
| Liga Departamental de Fútbol San Martín 1 equipo | Selección                                  | San Jorge                                  | San Martín                                 |                                            |                                            |                                            |
| Liga Deportiva del Sur 1 equipo                  | Selección                                  | Alcorta                                    | Constitución                               |                                            |                                            |                                            |
| Liga Esperancina de Fútbol 1 equipo              | Selección                                  | Esperanza                                  | Las Colonias                               |                                            |                                            |                                            |
| Liga Galvense de Fútbol 1 equipo                 | Jorge Newbery                              | Gálvez                                     | San Jerónimo                               |                                            |                                            |                                            |
| Liga Interprovincial de Fútbol Sin equipos       |                                            |                                            |                                            |                                            |                                            |                                            |
| Liga Ocampense de Fútbol 1 equipo                | Racing El Campesino                        | Villa Ocampo                               | General Obligado                           |                                            |                                            |                                            |
| Liga Rafaelina de Fútbol 1 equipo                | Selección                                  | Esperanza                                  | Las Colonias                               |                                            |                                            |                                            |
| Liga Reconquistense de Fútbol 1 equipo           | Selección                                  | Esperanza                                  | Las Colonias                               |                                            |                                            |                                            |
| Liga Regional Ceresina de Fútbol 1 equipo        | Ferro Dho                                  | San Cristóbal                              | San Cristóbal                              |                                            |                                            |                                            |
| Liga Regional Paivense de Fútbol 1 equipo        | Polideportivo Videla                       | Videla                                     | San Justo                                  |                                            |                                            |                                            |
| Liga Regional Sanlorencina de Fútbol 1 equipo    | Defensores de Barrio Vila                  | San Lorenzo                                | San Lorenzo                                |                                            |                                            |                                            |
| Liga Regional Totorense de Fútbol Sin equipos    |                                            |                                            |                                            |                                            |                                            |                                            |
| Liga Santafesina de Fútbol 1 equipo              | Unión                                      | Santa Fe                                   | La Capital                                 |                                            |                                            |                                            |
| Liga Venadense de Fútbol 1 equipo                | Sportivo Rivadavia                         | Venado Tuerto                              | General López                              |                                            |                                            |                                            |
| Liga Verense de Fútbol 1 equipo                  | Huracán                                    | Vera                                       | Vera                                       |                                            |                                            |                                            |

## Fase de grupos

### Zona A
| Equipo                             | Pts. | PJ | PG | PE | PP | GF | GC | DG |
| ---------------------------------- | ---- | -- | -- | -- | -- | -- | -- | -- |
| Unión (Santa Fe)                   | 9    | 3  | 3  | 0  | 0  | 8  | 0  | 8  |
| Sportivo Rivadavia (Venado Tuerto) | 4    | 3  | 1  | 1  | 1  | 8  | 4  | 4  |
| Liga Deportiva del Sur             | 3    | 3  | 1  | 0  | 2  | 1  | 10 | -9 |
| ADEO                               | 1    | 3  | 0  | 1  | 2  | 2  | 5  | -3 |

| \| Fecha \| Lugar \| Local \| Resultado \| Visitante \| \| ----------- \| ------ \| ----------------------- \| --------- \| ----------------------- \| \| 24 de junio \| Susana \| Unión (Santa Fe) \| 2:0 \| ADEO \| \| 24 de junio \| Susana \| Sportivo Rivadavia (VT) \| 6:0 \| Liga Deportiva del Sur \| \| 25 de junio \| Susana \| Liga Deportiva del Sur \| 0:4 \| Unión (Santa Fe) \| \| 25 de junio \| Susana \| ADEO \| 2:2 \| Sportivo Rivadavia (VT) \| \| 25 de junio \| Susana \| Sportivo Rivadavia (VT) \| 0:2 \| Unión (Santa Fe) \| \| 25 de junio \| Susana \| ADEO \| 0:1 \| Liga Deportiva del Sur \| |        |                         |           |                         |
| Fecha | Lugar  | Local                   | Resultado | Visitante               |
| 24 de junio | Susana | Unión (Santa Fe)        | 2:0       | ADEO                    |
| 24 de junio | Susana | Sportivo Rivadavia (VT) | 6:0       | Liga Deportiva del Sur  |
| 25 de junio | Susana | Liga Deportiva del Sur  | 0:4       | Unión (Santa Fe)        |
| 25 de junio | Susana | ADEO                    | 2:2       | Sportivo Rivadavia (VT) |
| 25 de junio | Susana | Sportivo Rivadavia (VT) | 0:2       | Unión (Santa Fe)        |
| 25 de junio | Susana | ADEO                    | 0:1       | Liga Deportiva del Sur  |

### Zona B
| Equipo                 | Pts. | PJ | PG | PE | PP | GF | GC | DG |
| ---------------------- | ---- | -- | -- | -- | -- | -- | -- | -- |
| Ferro Dho              | 7    | 3  | 2  | 1  | 0  | 5  | 2  | 3  |
| Liga Casildense        | 6    | 3  | 2  | 0  | 1  | 8  | 6  | 2  |
| Liga Rafaelina         | 4    | 3  | 1  | 1  | 1  | 4  | 2  | 2  |
| Jorge Newbery (Gálvez) | 0    | 3  | 0  | 0  | 3  | 1  | 8  | -7 |

| \| Fecha \| Lugar \| Local \| Resultado \| Visitante \| \| ----------- \| ------- \| ---------------------- \| --------- \| ---------------------- \| \| 24 de junio \| Rafaela \| Liga Rafaelina \| 0:0 \| Ferro Dho \| \| 24 de junio \| Rafaela \| Jorge Newbery (Gálvez) \| 1:4 \| Liga Casildense \| \| 25 de junio \| Rafaela \| Liga Casildense \| 2:1 \| Liga Rafaelina \| \| 25 de junio \| Rafaela \| Ferro Dho \| 1:0 \| Jorge Newbery (Gálvez) \| \| 25 de junio \| Rafaela \| Liga Rafaelina \| 3:0 \| Jorge Newbery (Gálvez) \| \| 25 de junio \| Rafaela \| Ferro Dho \| 4:2 \| Liga Casildense \| |         |                        |           |                        |
| Fecha | Lugar   | Local                  | Resultado | Visitante              |
| 24 de junio | Rafaela | Liga Rafaelina         | 0:0       | Ferro Dho              |
| 24 de junio | Rafaela | Jorge Newbery (Gálvez) | 1:4       | Liga Casildense        |
| 25 de junio | Rafaela | Liga Casildense        | 2:1       | Liga Rafaelina         |
| 25 de junio | Rafaela | Ferro Dho              | 1:0       | Jorge Newbery (Gálvez) |
| 25 de junio | Rafaela | Liga Rafaelina         | 3:0       | Jorge Newbery (Gálvez) |
| 25 de junio | Rafaela | Ferro Dho              | 4:2       | Liga Casildense        |

### Zona C
| Equipo                    | Pts. | PJ | PG | PE | PP | GF | GC | DG |
| ------------------------- | ---- | -- | -- | -- | -- | -- | -- | -- |
| Asociación Rosarina       | 9    | 3  | 3  | 0  | 0  | 8  | 0  | 8  |
| Huracán (Vera)            | 6    | 3  | 2  | 0  | 1  | 4  | 2  | 2  |
| Defensores de Barrio Vila | 3    | 3  | 1  | 0  | 2  | 2  | 6  | -4 |
| Polideportivo Videla      | 0    | 3  | 0  | 0  | 3  | 0  | 6  | -6 |

| \| Fecha \| Lugar \| Local \| Resultado \| Visitante \| \| ----------- \| ------- \| ------------------------- \| --------- \| ------------------------- \| \| 24 de junio \| Rafaela \| Asociación Rosarina \| 3:0 \| Defensores de Barrio Vila \| \| 24 de junio \| Rafaela \| Huracán (Vera) \| 1:0 \| Polideportivo Videla \| \| 25 de junio \| Rafaela \| Polideportivo Videla \| 0:3 \| Asociación Rosarina \| \| 25 de junio \| Rafaela \| Defensores de Barrio Vila \| 0:3 \| Huracán (Vera) \| \| 25 de junio \| Rafaela \| Huracán (Vera) \| 0:2 \| Asociación Rosarina \| \| 25 de junio \| Rafaela \| Defensores de Barrio Vila \| 2:0 \| Polideportivo Videla \| |         |                           |           |                           |
| Fecha | Lugar   | Local                     | Resultado | Visitante                 |
| 24 de junio | Rafaela | Asociación Rosarina       | 3:0       | Defensores de Barrio Vila |
| 24 de junio | Rafaela | Huracán (Vera)            | 1:0       | Polideportivo Videla      |
| 25 de junio | Rafaela | Polideportivo Videla      | 0:3       | Asociación Rosarina       |
| 25 de junio | Rafaela | Defensores de Barrio Vila | 0:3       | Huracán (Vera)            |
| 25 de junio | Rafaela | Huracán (Vera)            | 0:2       | Asociación Rosarina       |
| 25 de junio | Rafaela | Defensores de Barrio Vila | 2:0       | Polideportivo Videla      |

### Zona D
| Equipo              | Pts. | PJ | PG | PE | PP | GF | GC | DG |
| ------------------- | ---- | -- | -- | -- | -- | -- | -- | -- |
| Racing El Campesino | 9    | 3  | 3  | 0  | 0  | 6  | 2  | 4  |
| Liga Reconquistense | 4    | 3  | 1  | 1  | 1  | 7  | 4  | 3  |
| Liga Esperancina    | 4    | 3  | 1  | 1  | 1  | 5  | 5  | 0  |
| Liga D. San Martín  | 0    | 3  | 0  | 0  | 3  | 0  | 7  | -7 |

| \| Fecha \| Lugar \| Local \| Resultado \| Visitante \| \| ----------- \| ------- \| ------------------- \| --------- \| ------------------- \| \| 24 de junio \| Rafaela \| Racing El Campesino \| 1:0 \| Liga D. San Martín \| \| 24 de junio \| Rafaela \| Liga Esperancina \| 2:2 \| Liga Reconquistense \| \| 25 de junio \| Rafaela \| Liga Reconquistense \| 0:2 \| Racing El Campesino \| \| 25 de junio \| Rafaela \| Liga D. San Martín \| 0:1 \| Liga Esperancina \| \| 25 de junio \| Rafaela \| Liga Esperancina \| 2:3 \| Racing El Campesino \| \| 25 de junio \| Rafaela \| Liga D. San Martín \| 0:5 \| Liga Reconquistense \| |         |                     |           |                     |
| Fecha | Lugar   | Local               | Resultado | Visitante           |
| 24 de junio | Rafaela | Racing El Campesino | 1:0       | Liga D. San Martín  |
| 24 de junio | Rafaela | Liga Esperancina    | 2:2       | Liga Reconquistense |
| 25 de junio | Rafaela | Liga Reconquistense | 0:2       | Racing El Campesino |
| 25 de junio | Rafaela | Liga D. San Martín  | 0:1       | Liga Esperancina    |
| 25 de junio | Rafaela | Liga Esperancina    | 2:3       | Racing El Campesino |
| 25 de junio | Rafaela | Liga D. San Martín  | 0:5       | Liga Reconquistense |

## Copa de Oro

### Cuadro de desarrollo
|  | Semifinales         | Semifinales |                     |                  | Final                        | Final                        |  |
|  | 26 de junio         | 26 de junio |                     |                  | 26 de junio                  | 26 de junio                  |  |
|  |                     |             |                     |                  |                              |                              |  |
|  |                     |             |                     |                  |                              |                              |  |
|  | Unión (Santa Fe)    | 3           |                     |                  |                              |                              |  |
|  | Unión (Santa Fe)    | 3           |                     |                  |                              |                              |  |
|  | Asociación Rosarina | 1           |                     |                  |                              |                              |  |
|  | Asociación Rosarina | 1           |                     | Unión (Santa Fe) | 2                            |                              |  |
|  |                     |             |                     | Unión (Santa Fe) | 2                            |                              |  |
|  |                     |             | Racing El Campesino | 0                |                              |                              |  |
|  | Ferro Dho           | 0           | Racing El Campesino | 0                |                              |                              |  |
|  | Ferro Dho           | 0           |                     |                  |                              |                              |  |
|  | Racing El Campesino | 5           |                     |                  | Partido por el tercer puesto | Partido por el tercer puesto |  |
|  | Racing El Campesino | 5           |                     |                  | Partido por el tercer puesto | Partido por el tercer puesto |  |
|  |                     |             |                     |                  |                              |                              |  |
|  |                     |             |                     |                  | Asociación Rosarina          | 2                            |  |
|  |                     |             |                     |                  | Asociación Rosarina          | 2                            |  |
|  |                     |             |                     |                  | Ferro Dho                    | 0                            |  |
|  |                     |             |                     |                  | Ferro Dho                    | 0                            |  |
|  |                     |             |                     |                  |                              |                              |  |

### Semifinales
| Fecha       | Equipo 1         | Resultado | Equipo 2            |
| ----------- | ---------------- | --------- | ------------------- |
| 26 de junio | Unión (Santa Fe) | 3:1       | Asociación Rosarina |
| 26 de junio | Ferro Dho        | 0:5       | Racing El Campesino |

- Nota: Los partidos se llevaron a cabo en la ciudad de Rafaela.

### Tercer puesto
| Fecha       | Equipo 1            | Resultado | Equipo 2  |
| ----------- | ------------------- | --------- | --------- |
| 26 de junio | Asociación Rosarina | 2:0       | Ferro Dho |

- Nota: El partido se llevó a cabo en el estadio Néstor Zenklusen de Rafaela.

### Final
| Fecha       | Equipo 1         | Resultado | Equipo 2            |
| ----------- | ---------------- | --------- | ------------------- |
| 26 de junio | Unión (Santa Fe) | 2:0       | Racing El Campesino |

- Nota: El partido se llevó a cabo en el estadio Néstor Zenklusen de Rafaela.

|                                     |
|                                     |
| Campeón Unión (Santa Fe) 2.º título |

## Copa de Plata

### Cuadro de desarrollo
|  | Semifinales             | Semifinales |                     |                | Final       | Final       |  |
|  | 26 de junio             | 26 de junio |                     |                | 26 de junio | 26 de junio |  |
|  |                         |             |                     |                |             |             |  |
|  |                         |             |                     |                |             |             |  |
|  | Sportivo Rivadavia (VT) | 0           |                     |                |             |             |  |
|  | Sportivo Rivadavia (VT) | 0           |                     |                |             |             |  |
|  | Huracán (Vera)          | 1           |                     |                |             |             |  |
|  | Huracán (Vera)          | 1           |                     | Huracán (Vera) | 2           |             |  |
|  |                         |             |                     | Huracán (Vera) | 2           |             |  |
|  |                         |             | Liga Reconquistense | 1              |             |             |  |
|  | Liga Casildense         | 0           | Liga Reconquistense | 1              |             |             |  |
|  | Liga Casildense         | 0           |                     |                |             |             |  |
|  | Liga Reconquistense     | 3           |                     |                |             |             |  |
|  | Liga Reconquistense     | 3           |                     |                |             |             |  |
|  |                         |             |                     |                |             |             |  |

### Semifinales
| Fecha       | Equipo 1                | Resultado | Equipo 2            |
| ----------- | ----------------------- | --------- | ------------------- |
| 26 de junio | Sportivo Rivadavia (VT) | 0:1       | Huracán (Vera)      |
| 26 de junio | Liga Casildense         | 0:3       | Liga Reconquistense |

- Nota: Los partidos se llevaron a cabo en la ciudad de Rafaela.

### Final
| Fecha       | Equipo 1       | Resultado | Equipo 2            |
| ----------- | -------------- | --------- | ------------------- |
| 26 de junio | Huracán (Vera) | 2:1       | Liga Reconquistense |

- Nota: El partido se llevó a cabo en el estadio Néstor Zenklusen de Rafaela.

## Copa de Bronce

### Cuadro de desarrollo
|  | Semifinales               | Semifinales |                  |                           | Final       | Final       |  |
|  | 26 de junio               | 26 de junio |                  |                           | 26 de junio | 26 de junio |  |
|  |                           |             |                  |                           |             |             |  |
|  |                           |             |                  |                           |             |             |  |
|  | Liga Deportiva del Sur    | 0           |                  |                           |             |             |  |
|  | Liga Deportiva del Sur    | 0           |                  |                           |             |             |  |
|  | Defensores de Barrio Vila | 2           |                  |                           |             |             |  |
|  | Defensores de Barrio Vila | 2           |                  | Defensores de Barrio Vila | 0           |             |  |
|  |                           |             |                  | Defensores de Barrio Vila | 0           |             |  |
|  |                           |             | Liga Esperancina | 3                         |             |             |  |
|  | Liga Rafaelina            | 0           | Liga Esperancina | 3                         |             |             |  |
|  | Liga Rafaelina            | 0           |                  |                           |             |             |  |
|  | Liga Esperancina          | 5           |                  |                           |             |             |  |
|  | Liga Esperancina          | 5           |                  |                           |             |             |  |
|  |                           |             |                  |                           |             |             |  |

### Semifinales
| Fecha       | Equipo 1               | Resultado | Equipo 2                  |
| ----------- | ---------------------- | --------- | ------------------------- |
| 26 de junio | Liga Deportiva del Sur | 0:2       | Defensores de Barrio Vila |
| 26 de junio | Liga Rafaelina         | 0:5       | Liga Esperancina          |

- Nota: Los partidos se llevaron a cabo en la ciudad de Rafaela.

### Final
| Fecha       | Equipo 1                  | Resultado | Equipo 2         |
| ----------- | ------------------------- | --------- | ---------------- |
| 26 de junio | Defensores de Barrio Vila | 0:3       | Liga Esperancina |

- Nota: El partido se llevó a cabo en el estadio Los Nogales de Rafaela.

## Copa Estímulo

### Cuadro de desarrollo
|  | Semifinales          | Semifinales |                   |           | Final       | Final       |  |
|  | 26 de junio          | 26 de junio |                   |           | 26 de junio | 26 de junio |  |
|  |                      |             |                   |           |             |             |  |
|  |                      |             |                   |           |             |             |  |
|  | ADEO (v.d.)          | 3           |                   |           |             |             |  |
|  | ADEO (v.d.)          | 3           |                   |           |             |             |  |
|  | Polideportivo Videla | 3           |                   |           |             |             |  |
|  | Polideportivo Videla | 3           |                   | ADEO (p.) | 0 (5)       |             |  |
|  |                      |             |                   | ADEO (p.) | 0 (5)       |             |  |
|  |                      |             | Jorge Newbery (G) | 0 (4)     |             |             |  |
|  | Jorge Newbery (G)    | 1           | Jorge Newbery (G) | 0 (4)     |             |             |  |
|  | Jorge Newbery (G)    | 1           |                   |           |             |             |  |
|  | Liga D. San Martín   | 0           |                   |           |             |             |  |
|  | Liga D. San Martín   | 0           |                   |           |             |             |  |
|  |                      |             |                   |           |             |             |  |

### Semifinales
| Fecha       | Equipo 1               | Resultado  | Equipo 2             |
| ----------- | ---------------------- | ---------- | -------------------- |
| 26 de junio | ADEO                   | 3:3 (v.d.) | Polideportivo Videla |
| 26 de junio | Jorge Newbery (Gálvez) | 1:0        | Liga D. San Martín   |

- Nota: Los partidos se llevaron a cabo en la ciudad de Susana.

### Final
| Fecha       | Equipo 1 | Resultado    | Equipo 2               |
| ----------- | -------- | ------------ | ---------------------- |
| 26 de junio | ADEO     | 0:0 (5:4 p.) | Jorge Newbery (Gálvez) |

- Nota: El partido se llevó cabo en la ciudad de Susana.